# 10629 Krishnamani
10629 Krishnamani è un asteroide della fascia principale. Scoperto nel 1998, presenta un'orbita caratterizzata da un semiasse maggiore pari a 2,7555009 au e da un'eccentricità di 0,1078768, inclinata di 0,64758° rispetto all'eclittica.